# انهزامية ثورية
الانهزامية الثورية هو مفهوم انتشر بفضل كتابات فلاديمير لينين في الحرب العالمية الأولى. وقوامه فكرة الصراع الطبقي الماركسية. وقال لينين أنه لا يمكن للبروليتاريا أن تكسب أو تخسر في حرب رأسمالية لأن عدوها الحقيقي هو القادة الإمبرياليون الذين أرسلوا الطبقات الدنيا إلى أرض المعركة. وقال إن العمال سيكسبون المزيد في حالة هزيمة دولهم، إذا كان بالإمكان تحويل الحرب إلى حرب أهلية ثم ثورة عالمية.
رفضت الفكرة في البداية في مؤتمر زيمرفالد الاشتراكي في عام 1915، إذ عارضها الجميع ما عدا أقلية راديكالية صغيرة. يبدو أن هذا المفهوم قد اكتسب مزيدا من الدعم من مزيد من الاشتراكيين، وخاصة في روسيا في عام 1917، بعد أن أعيد تأكيده بقوة في «موضوعات أبريل» الذي كتبه لينين مع استمرار خسائر روسيا في الحرب، حتى بعد ثورة فبراير (استمرت الحكومة المؤقتة بالاشتراك بالحرب).
يمكن أن مقابلة الانهزامية الثورية، باستخدام مصطلحات لينين، مع «الدفاعية الثورية» والوطنية الاجتماعية أو الشوفينية الاجتماعية.

## راجع أيضا
- أممية بروليتارية